# Gost' s Kubani
Gost' s Kubani (Гость с Кубани) è un film del 1955 diretto da Andrej Vladimirovič Frolov.